# Neighborhood 2 (Laika)
Neighborhood #2 (Laika) è un singolo del gruppo musicale canadese Arcade Fire, pubblicato il 28 marzo 2005 come secondo estratto dal primo album in studio Funeral.

## Descrizione
Il brano, scritto da Win Butler, ha una sonorità apparentemente più allegra e viene usata la fisarmonica.
Laika è il secondo dei quattro Neighborhood. Il titolo Laika fa riferimento al cane che aveva lasciato la terra, quando era stato lanciato da una navicella spaziale.